# Haploperla orpha
Haploperla orpha är en bäcksländeart som först beskrevs av Theodore Henry Frison 1937.  Haploperla orpha ingår i släktet Haploperla och familjen blekbäcksländor. Inga underarter finns listade i Catalogue of Life.